# بيت العداني (إب)

تعديل مصدري - تعديل

بيت العداني محلة تابعة لقرية الصباحي، التابعة لعزلة البحريين بمديرية إب إحدى مديريات محافظة إب في الجمهورية اليمنية، بلغ تعداد سكانها 51 حسب تعداد اليمن لعام 2004.